# SIGGRAPH
SIGGRAPH（シーグラフ、Special Interest Group on Computer GRAPHics）とは、アメリカコンピュータ学会におけるコンピュータグラフィックス (CG) を扱うSIG(分科会)であり、また同分科会が主催する国際会議・展覧会の一つである“International Conference and Exhibition on Computer Graphics and Interactive Techniques”の通称。分科会の創設は1967年。1974年に第1回会議が開催された。2008年からは、冬にアジア地域においてSIGGRAPH ASIAが開催されている。2015年からは、ACM SIGGRAPH Digital Arts Communityによるビデオ・アートのオンライン・エキジビション ENHANCED VISION – DIGITAL VIDEO が開催されている。

## 国際会議としてのSIGGRAPH
毎年夏にアメリカで開催され、世界中の多くの研究者により最新のCGの論文が発表され、技術更新がなされている。ここで発表された技術が多くの3DCGソフトの開発に活かされる。Autodesk (Maya,3ds Max,Softimage XSI)、NewTek (LightWave 3D)といった大手3DCGソフト会社が、自社ソフトの最新版の発表をこのSIGGRAPHですることも多い。
さらに、会議名にInteractive Techniquesとあるように、先端技術を集結した対話的な技術のデモ展示であるEmerging Technologiesもこの国際会議の魅力のひとつとなっている。
また、ゲームや映画、個人制作のCG映像のコンクールとしての面もある。「世界最大かつ最高のCGの祭典」といわれ、学術的研究、アート、教育など、あらゆるCGに関する最先端が集結する。 Electronic Theater と Animation Theater の2部門に分けて評価され、Electronic Theater では高い評価を受けた作品が上映される。
その他にはクーンズ賞を長年に渡って業界に大きな貢献をした研究者に与えている。同賞はCG界では最も権威がある賞である。クーンズ賞の受賞者には、「CGの父」と言われるアイバン・サザランドや、ベジェ曲面の開発者のピエール・ベジェ、Zバッファ法の開発者のエドウィン・キャットマル、バンプマップ法の開発者のジェームス・F・ブリン、ラジオシティ法の開発者の西田友是が受賞している。

### イベント内容
- Animation Theater、Electronic Theaterの入選作品の上演。
- CG関連の論文の発表。
- 最新CG映像のメイキング解説。
- CG教育機関による学生作品の展示。
- CG関連製品の展示。
- デジタル機器を組み込んだ服のファッションショー。
- SIGGRAPHイベント開始前には、毎年工夫を凝らして観客全員が参加可能なゲームをしている。
- Sake Party - 参加者のひとりであった河口洋一郎が自費で始め、後に公認となった。オープニングイベントとなっている[1]。